# Liste des circonscriptions électorales de l'Île-du-Prince-Édouard
Voici la liste des circonscriptions électorales de l'Île-du-Prince-Édouard (Canada) à partir de 1996.

## Circonscriptions fédérales
- Cardigan
- Charlottetown
- Egmont
- Malpeque

## Circonscriptions provinciales
- Alberton-Roseville
- Belfast-Murray River
- Borden-Kinkora
- Charlottetown-Brighton
- Charlottetown-Lewis Point
- Charlottetown-Parkdale
- Charlottetown-Sherwood
- Charlottetown-Victoria Park
- Cornwall-Meadowbank
- Evangeline-Miscouche
- Georgetown-St. Peters
- Kellys Cross-Cumberland
- Kensington-Malpeque
- Montague-Kilmuir
- Morell-Mermaid
- O'Leary-Inverness
- Rustico-Emerald
- Souris-Elmira
- Stratford-Kinlock
- Summerside-St. Eleanors
- Summerside-Wilmot
- Tignish-Palmer Road
- Tracadie-Hillsborough Park
- Tyne Valley-Linkletter
- Vernon River-Stratford
- West Royalty-Springvale
- York-Oyster Bed

## Anciennes circonscriptions provinciales
- 1er Kings
- 2e Kings
- 3e Kings
- 4e Kings
- 5e Kings
- 1er Prince
- 2e Prince
- 3e Prince
- 4e Prince
- 5e Prince
- 1er Queens
- 2e Queens
- 3e Queens
- 4e Queens
- 5e Queens
- 6e Queens